# Пирамиди в Арголида
Пирамидите от Арголида (познати още като Гръцките пирамиди) са няколко полуразрушени пирамидални структури, намиращи се в равнината на Арголида, (Източен Пелопонес).
Най-известната структура е т.нар. „Пирамида от Елиникон“, която по времето на Павзаний е смятана за гробница, но археолозите през ХХ в. изказват хипотези, че е имала друго предназначение.

## Местоположение
Павзаний съобщава за 2 пирамиди през II в. в „Описание на Гърция“ – едната с релеф изобразяващ щитове от вида, който употребявали в древен Аргос, разположена на 12 мили югозападно от Еленикон (на гръцки – Ελληνικό), която служела за гробница на войните загинали в легендарната битка за трона на Аргос между Претий и Акризий и друга пирамида, за която се твърдяло, че е гробница на цар Аргей, убит в битка около 669 г. пр. Хр. Никоя от тези структури не е оцеляла в пълния си вид до съвременността и не се знае дали градежите са били подобни на пирамидите в Египет (релефът с щитовете вероятно се е намирал на онази част от стените на пирамидата, която сега е разрушена).
Недалеч от Епидавър, в гр. Лигурион, са разположени руините на пирамидална структура. В края на ХIХ в. тя все още можела ясно да бъде идентифицирана като такава, но днес от нея е оцеляла само част от ъгъл. Жителите на околните села използвали останалата част от камъните за строежа на къщите си и дори за църква.
В югоизточния край на равнината Арголида, близо до изворите на древната р. Ерас (съвременната Кефалари), на главна пътна артерии в древността, водеща от Аргос до Тегея, Аркадия и Кинурия, е разположена структурата, позната като „Пирамидата от Елиникон“.

## Размери
Основата на пирамидалния градеж в Елиникон е правоъгълник със страни 7,03 х 9,07 m, за разлика от класическия египетски квадрат, и се предполага, че през периода, когато градежът е непокътнат, височината му едва ли е надвишавала 3,5 m. Стените на градежа са вертикални, за да могат да бъдат стабилни основите на сградата. Целият паметник е изграден от сиви варовикови блокове.

## Археологическо проучване
Пирамидалният градеж в Еленикон е проучен за първи път археологически от немския археолог T. Wiegand през 1900 г., който разкопава и отстранява подовото покритие на структурата. По-късно през 1937 г., нови археологически разкопки са организирани от „American School of Archaeology“ в Атина под ръководството на Л. Лорд, който заключава, че както двете пирамиди – тази в Еленикон и тази в Лигурио са използвани за охрана на равнината Арголида и са били в състояние да поберат малък гарнизон и да служат за убежище срещу изненадващи атаки. Сред откритията на това археологическо проучване са големи питоси, открити под пода на дългия коридор и едно от помещенията. Също така са открити и керамични фрагменти от Архаичната епоха (2800 – 2500 г. пр. Хр.), описани от С. Уейнбърг – член на екипа. Мястото на тяхното разположение и разпределение обаче не е описано точно. Археологическата експедиция открива и следи от по-късното използване на сградата, както хоросан примесен с керамика от Елинистичната и Римската епоха (лампи, парчета от фаянс). Изследван е слой от пода на структурата вариращ от 0,20 до 0,60 m.
Има значителни противоречия относно датирането на двете пирамидални структури, като основното разминаване е въз основа на по-рано датираната керамика от археологическите разкопки и резултатите от Термо-луминисцентното датиране извършено от Йоанис Лирицис и неговият екип, които защитават теза за по-ранен времеви период на датиране за – находките открити във вътрешността и околния терен на двата паметника; находките от археологическите разкопки, проведени от археолога А.Сампсън и археолози от Археологическия музей на Нафплио – сред тези находки са керамика от Архаичната, Елинистичната, Римската и Пред Християнската епоха. Извършено е сравнително изследване на хоросана и е установено, че входът на дългия коридор има астрономическа ориентация свързана с възхода на пояса на Орион наблюдаван между 2000 – 2400 г. пр. Хр. Датирани са някои части от големите мегалитни блокове на стената по метода на термолуминесцентното датиране на скалните повърхности. Избраните са проби от мегалитни блокове разположени във вътрешността на пирамидата в Елиникон, които не са били излагани на контакт с пряка слънчева светлина. Седем от пробите показват възрастов диапазон от 2000 до 2500 г. пр. Хр.; две от пробите на керамични фрагменти (една от Еленикон и един от Лигурио) показват дати 250, 660 и 200 г. пр. Хр. Тази времева рамка поставя изграждането на тези структури в периода припокриващи се с изграждането на пирамидите в Древен Египет.
Американската археоложка проф. Мери Лефковиц критикува това проучване, защото според нея методът на Термо-луминисцентното датиране не е наеджден, за да бъдат защитени получените дати по него за пирамидалните структури от Елиникон и Лигурио и съответно да могат да бъдат направени точни заключения за ролята на тези градежи в древногръцката култура и цивилизация. Лефковиц критикува изследването ръководено от Лирицис, че някои от споменатите градежи не са пирамиди, а гробниците на Амфион и Зет край Тива, както и един мегалитен градеж на стена край Стилида (Тесалия). Тя добавя още, че използваните каменни блокове биха могли да бъдат от по-ранни конструкции и поради това датите да са толкова ранни, както и че по-ранни изследвания от 1930-те, потвърдени през 1980-те не са взети предвид. Лефковиц посочва, че е използван метод недостатъчно добре тестван и проверен в услуга на преднамерена теория за възрастта на структурите.
Лирицис отвръща на критиката на проф. Лефковиц в една своя публикация от 2011 г., че тя въобще не е вникнала в методологията на изследването и погрешно е интерпретирала всички изложени факти в изследването на Ларицис.
А.Томпсън смята, че пирамидалните структури са изградени върху по-стари градежи от Архаичната епоха, следователно са изградени по-късно, защото хоросанът и на двете пирамиди от Арголида е датирана в Античната и Късноантичната епоха. Според него методът на термолуминисценция е показал прекаленно ранни дати, които не могат да бъдат приети.
Според Ефстратиос Теодосиу, Василиос Н. Маниманис, Милан С. Димитрийевич, Марко Кациотис, пирамидите от Арголида са типичен пример за Δρακόσπιτων – от Гръцки – „драконовите домове/обиталищата на драконите“ („дракоспити“) – характерни за о-в Евбея – мегалитните структури построени от народа на Дриопите. Този пред-елински народ е пребивавал и в Арголис, където е основал град Азин, а също така е обитавал Евбеа и някои от Цикладските острави. Теодосиу, Маниманис, Димитрийевич и Кациотис приемат че двете пирамиди в Арголида, и в частност пирамидата в селището Елиникон (без да са погребални монументи или охранителни постройки), са твърде подобни помежду си и са могли да служат за астрономически наблюдения.